# Pseudautomeris paucidentata
Pseudautomeris paucidentata är en fjärilsart som beskrevs av Eugène Louis Bouvier 1936. Pseudautomeris paucidentata ingår i släktet Pseudautomeris och familjen påfågelsspinnare. Inga underarter finns listade i Catalogue of Life.